# Muzeum Rozproszone Nowej Huty
Muzeum Rozproszone Nowej Huty – ekomuzeum w Nowej Hucie zorganizowane pod auspicjami Muzeum Historycznego Miasta Krakowa. Działalność muzeum opiera się na współpracy różnych instytucji i osób prywatnych (zwanych Partnerami), prowadzących działalność na terenie Nowej Huty, nierzadko w zabytkowych lub istotnych dla dziejów dzielnicy budynkach. Szczególnym wydarzeniem, przygotowywanym przez Partnerów Muzeum Rozproszonego Nowej Huty, jest doroczna, dwudniowa impreza pod nazwą "Zajrzyj do Huty", podczas której turyści mogą zwiedzić nowohuckie atrakcje z przewodnikiem, również miejsca na co dzień niedostępne. Pierwsze "Zajrzyj do Huty" miało miejsce w 2009 roku, w ramach jubileuszu 60-lecia Nowej Huty.
Szlaki turystyczne w ramach Muzeum Rozproszonego Nowej Huty: 
- Szlak 1: Architektura i urbanistyka Nowej Huty (od pierwszych osiedli po Arkę Pana)
- Szlak 2: Zapomniane dziedzictwo Nowej Huty (historia dawnych wsi, które po 1949 roku zostały włączone do Nowej Huty)